# Murenoszczuk bagio
Murenoszczuk bagio (Muraenesox bagio) – gatunek ryby węgorzokształtnej z rodziny murenoszczukowatych (Muraenesocidae). Poławiany gospodarczo.

## Występowanie i biotop
Przybrzeżne i szelfowe wody tropikalnej strefy Oceanu Indyjskiego i środkowo-zachodniej części Oceanu Spokojnego. Spotykany w lagunach, zatokach i estuariach. Przebywa nad dnem mulisto-piaszczystym, na głębokościach do 100 m.

## Cechy morfologiczne
Ciało silnie wydłużone, węgorzowate, w przekroju owalne, w części ogonowej bocznie spłaszczone. Brak łusek. Pysk dość długi. Szczęka nieznacznie wystaje przed żuchwą. W linii bocznej 35–38 otworów sensorycznych, liczonych od głowy do odbytu. Górna część ciała jest ciemnoszara a boki szarostalowe.
Długość ciała przeważnie mieści się w przedziale 70–150 cm. Najdłuższe odnotowane osobniki mierzyły 200 cm i ważyły około 7 kg.

## Biologia
Murenoszczuk bagio jest gatunkiem aktywnym głównie w nocy. Jego pokarm stanowią mniejsze ryby, mięczaki i skorupiaki, które chwyta przy dnie. 

## Znaczenie gospodarcze
Jest to gatunek poławiany gospodarczo różnymi metodami. Znany jest z tego, że potrafi zaatakować rybaków lub wędkarzy, którzy go wyłowili. Jego mięso jest białe i tłuste, o dużych wartościach odżywczych. Do konsumpcji używane jest świeże lub przetworzone.